# Dolichopus brunneus
Dolichopus brunneus är en tvåvingeart som beskrevs av Aldrich 1893. Dolichopus brunneus ingår i släktet Dolichopus och familjen styltflugor.
Artens utbredningsområde är Colorado. Inga underarter finns listade i Catalogue of Life.